# Гонсалес Поланко, Диего
Диего Гонсалес Поланко (исп. Diego González Polanco; родился 28 января 1995, Чиклана-де-ла-Фронтера, Испания) — испанский футболист, защитник клуба «Эльче».

## Клубная карьера
Гонсалес — воспитанник футбольной академии клуба «Кадис». 11 ноября 2012 года в матче против «Альбасете» он дебютировал в Сегунде B. В 2015 году Диего на правах аренды выступал за дубль «Гранады». Летом того же года Гонсалес перешёл в «Севилью». Для получения игровой практики Диего выступал за дубль в Сегунде. 2 декабря в поединке Кубка Испании против «Логроньес» Гонсалес дебютировал за основной состав. 8 мая 2016 года в матче против «Гранады» он дебютировал в Ла Лиге. В этом же поединке Диего забил свой первый гол за «Севилью».
Летом 2017 года Гонсалес перешёл в «Малагу», подписав контракт на 4 года. Сумма трансфера составила 2 млн. евро. 21 августа в матче против «Эйбара» он дебютировал за новую команду. В поединке против «Лас-Пальмаса» Диего забил свой первый гол за «Малагу».

## Международная карьера
В 2017 году в составе молодёжной сборной Испании Гонсалес стал серебряным призёром молодёжного чемпионата Европы 2017 в Польше. На турнире он сыграл в матче против команды Сербии.

## Достижения
Международные
 Испания (до 21)
- Молодёжный чемпионат Европы — 2017